# 光之美少女 All Stars New Stage2 心之朋友
《電影 光之美少女 All Stars New Stage2 心之朋友》於2013年3月16日在日本上映。此作品是第五次結集光之美少女系列的結合作品。

## 故事簡介
在平行世界設立了一所為了培訓未來會協助光之美少女的妖精而設立的妖精學校。某天，學校寄邀請函請光之美少女們參加派對，但妒忌光之美少女的學生古萊魯此時卻與被他從「影水晶」中釋放出的心之暗影一起行動，並連續襲擊校內的妖精和光之美少女們......

## 登場人物
以下只記載有參與劇情台詞演繹的成員。

### DokiDoki! 光之美少女
相田愛／愛心天使（Cure Heart）
配音：生天目仁美（日本）
菱川六花／鑽石天使（Cure Diamond）
配音：壽美菜子（日本）
四葉有栖／幸運草天使（Cure Rosetta）
配音：淵上舞（日本）
劍崎真琴／聖劍天使（Cure Sword）
配音：宮本佳那子（日本）
夏露露（Charles）
配音：西原久美子（日本）
拉克爾（Rachel）
配音：寺崎裕香（日本）
蘭斯（Lance）
配音：大橋彩香（日本）
達維（Davi）
配音：内山夕實（日本）

### Smile 光之美少女！
星空幸／快樂天使（Cure Happy）
配音：福圓美里（日本）
日野茜／晴朗天使（Cure Sunny）
配音：田野麻美（日本）
黃瀨彌生／和平天使（Cure Peace）
配音：金元壽子（日本）
綠川直／旋風天使（Cure March）
配音：井上麻里奈（日本）
青木麗華／美麗天使（Cure Beauty）
配音：西村千奈美（日本）
糖糖（Candy）
配音：大谷育江（日本）
波普（Pop）
配音：阪口大助（日本）

### 光之美少女：美樂天使
黑川艾蓮／節拍天使（Cure Beat）
配音：豐口惠（日本）

### 光之美少女：甜蜜天使！
花咲蕾／花蕾天使（Cure Blossom）
配音：水樹奈奈（日本）
來海繪理香／海洋天使（Cure Marine）
配音：水澤史繪（日本）

### 光之美少女：幸福精靈Fresh!
伊絲／東剎那／百香果天使／幸運精靈（Eas/Cure Passion）
配音：小松由佳（日本）
塔多（Tarte）
配音：松野太紀（日本）

### 光之美少女／光之美少女Max Heart
美墨渚／黑天使（Cure Black）
配音：本名陽子（日本）
雪城穗乃香／雪天使（Cure White）
配音：野上尤加奈（日本）
九條光／夏妮露米納斯（Shiny Luminous）
配音：田中理惠（日本）
美波（Mepple）
配音：關智一（日本）
米波（Mipple）
配音：矢島晶子（日本）

### 本作登場
古萊魯（Geleru）
配音：愛河里花子（日本）
就讀于妖精學校的精靈，長相酷似浣熊，因为嫉妒光之美少女的能力而把影放了出来并与其合作...
其名字源自于德語，意思是「生氣」。
恩恩（En-En）
配音：玉川砂記子（日本）
就讀于妖精學校的精靈，長相酷似狐狸，十分崇拜光之美少女并希望自己有朝一日能成为她们的精靈，但是他十分没有自信。在剧中他被古萊魯強行拉下水協助黑影。
妖精學校老師
配音：菊池正美（日本）
妖精學校的老師，長相酷似烏龜，戴著一個紅色的領結，負責就讀于妖精學校里的精靈們的教學工作。
影（Gray）
配音：坂本千夏（日本）
本作反派，原本被封印于妖精學校的「影水晶」中，被古萊魯放出，企图將所有光之美少女與妖精消滅。後來在吸收了所有的黑暗憎恨之力後，變為長相有如蜘蛛的巨大魔怪。最終被全體光之美少女打敗后，經古萊魯勸說重新回到「影水晶」中消失。

## 主題曲
片頭曲
作词：六見純代，作曲、编曲：高梨康治，主唱：工藤真由、黑澤朋世、吉田仁美
片尾曲
作詞：利根川貴之，作曲：Dr.Usui，編曲：Dr.Usui、利根川貴之，主唱：吉田仁美
插入曲
作词：六見純代，作曲、编曲：高梨康治，主唱：黑澤朋世、吉田仁美

## 支援歌
「アジアン セレブレイション」
作詞、作曲 ：淳君，編曲：平田祥一郎，主唱： Berryz工房

## 製作人員
- 原作：東堂泉
- 監督：小川孝治
- 劇本：成田良美
- 原作角色設計：稻上晃、香川久、馬越嘉彦、川村敏江、高橋晃
- 角色設計、作畫監督：青山充
- 美術監督：渡邊佳人
- 色彩設計：澤田豐二
- 製作擔當：大町義則
- 音樂：高梨康治
- 動畫製作：東映動畫
- 製作：電影光之美少女All Stars NS2製作委員會（東映動畫、東映、Bandai、旭通廣告、朝日放送、Marvelous AQL、木下工務店）
- 發行：東映

## 外部連結
- （日語）光之美少女 All Stars New Stage 2 心之朋友 官方網站（页面存档备份，存于）
- （日語）Blu-ray 商品網頁 （页面存档备份，存于）